# Patio Bonito (estación)
La estación sencilla Patio Bonito es una de las estaciones del sistema de transporte masivo de Bogotá llamado TransMilenio inaugurado en el año 2000.

## Ubicación
La estación está ubicada en el sector suroccidental de la ciudad, más específicamente sobre la Avenida Ciudad de Cali entre calles 38 Sur y 40B Sur. Se accede a ella a través de cruces semaforizados ubicados sobre estas vías.
Atiende la demanda de los barrios Patio Bonito II Sector, Llano Grande, El Amparo y sus alrededores.
En las cercanías están el Centro Comercial Milenio Plaza, la Central de Abastos de Bogotá (Corabastos), el Colegio Superior de Occidente y el Humedal La Vaca.

## Origen del nombre
La estación recibe su nombre de uno de los barrios ubicados en el costado occidental.

## Historia
En mayo de 2004, se puso en funcionamiento la extensión de la troncal de la Avenida de Las Américas por la Avenida Ciudad de Cali, incluyendo esta estación.
Durante el Paro nacional de 2019, la estación sufrió diversos ataques que afectaron de forma considerable las puertas de vidrio y demás infraestructura de la estación, razón por la cual no estuvo operativa por algunos días luego de lo ocurrido.
Durante el Paro nacional de 2021, la estación sufrió diversos ataques que afectaron de forma considerable las puertas de vidrio y demás infraestructura de la estación, razón por la cual se encontró inoperativa.

## Servicios de la estación

### Servicios troncales
| Tipo                                            | Rutas al Norte | Rutas al Oriente | Rutas al Occidente |
| ----------------------------------------------- | -------------- | ---------------- | ------------------ |
| Ruta fácil                                      |                | 5                | 5                  |
| Expresos todos los días todo el día             |                | J23              | F23                |
| Expresos lunes a sábado todo el día             |                | M51              | F51                |
| Expresos lunes a sábado hora pico de la mañana  | B26            |                  |                    |
| Expresos lunes a sábado hora pico de la tarde   |                |                  | F26                |
| Expresos lunes a viernes hora pico de la mañana | A61            |                  |                    |
| Expresos lunes a viernes hora pico de la tarde  |                |                  | F61                |

### Esquema
| ← Sur         |         |         |         |         |              |
| Calle 40B Sur | 5F26F51 | F23F61  |         |         | Calle 38 Sur |
|               | Vagón 1 | Vagón 2 | Vagón 3 | Vagón 4 |              |
| Calle 40B Sur | J23     | M51     | B26     | 5A61    | Calle 38 Sur |
| Norte →       |         |         |         |         |              |

### Servicios urbanos
Así mismo funcionan las siguientes rutas urbanas del SITP en los costados externos a la estación, circulando por los carriles de tráfico mixto sobre la Avenida Ciudad de Cali, con posibilidad de trasbordo usando la tarjeta TuLlave:
| Código | Sector                       | Dirección                   | Rutas                                                |
| ------ | ---------------------------- | --------------------------- | ---------------------------------------------------- |
| 112A08 | F Br. Llano Grande           | Av. C. de Cali - CL 38A Sur | A518A532F615K318 111 593 787A                        |
| 112B08 | F Br. Llano Grande           | Av. C. de Cali - CL 38C Sur | C147C157C509D209F733 94 927                          |
| 027A08 | F Br. Provivienda Occidental | Av. C. de Cali - CL 40A Sur | G147G157G509G518H209H318H615H733 94 111 593 787A 927 |
| 111A08 | F Br. Patio Bonito II        | Av. C. de Cali - CL 38C Sur | G147G157G509G518G532H209H318H615 94 111 593 787A 927 |

## Ubicación geográfica
| Noroeste: Kennedy         | Norte: Kennedy | Nordeste: F Biblioteca Tintal |
| Oeste: Kennedy            |                | Este: Kennedy                 |
| Suroeste: F Gran Britalia | Sur: Kennedy   | Sureste: Kennedy              |